# Ingold
Ingold és una concentració de població designada pel cens dels Estats Units a l'estat de Carolina del Nord. Segons el cens del 2000 tenia 484 habitants.

## Demografia
Segons el cens del 2000, Ingold tenia 484 habitants, 163 habitatges i 118 famílies. La densitat de població era de 36,2 habitants per km².
Dels 163 habitatges en un 36,8% hi vivien nens de menys de 18 anys, en un 53,4% hi vivien parelles casades, en un 14,1% dones solteres, i en un 27% no eren unitats familiars. En el 24,5% dels habitatges hi vivien persones soles el 10,4% de les quals corresponia a persones de 65 anys o més que vivien soles. El nombre mitjà de persones vivint en cada habitatge era de 2,97 i el nombre mitjà de persones que vivien en cada família era de 3,48.
Per edats la població es repartia de la següent manera: un 28,9% tenia menys de 18 anys, un 14,9% entre 18 i 24, un 29,1% entre 25 i 44, un 16,5% de 45 a 60 i un 10,5% 65 anys o més.
L'edat mediana era de 28 anys. Per cada 100 dones de 18 o més anys hi havia 98,8 homes.
La renda mediana per habitatge era de 46.429 $ i la renda mediana per família de 55.000 $. Els homes tenien una renda mediana de 30.469 $ mentre que les dones 30.972 $. La renda per capita de la població era de 15.032 $. Entorn del 14,4% de les famílies i el 16,7% de la població estaven per davall del llindar de pobresa.

## Poblacions més properes
El següent diagrama mostra les poblacions més properes.